# Josef Mack

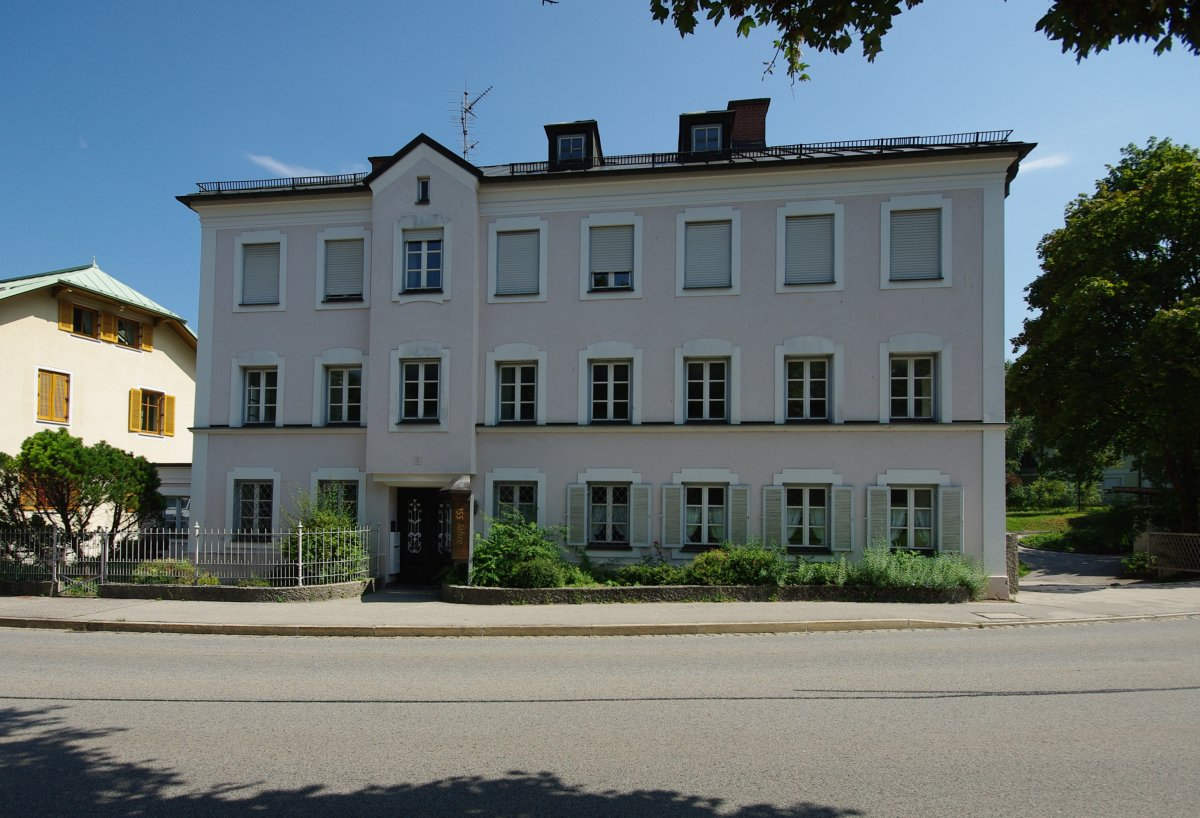
Ehemaliges Stammhaus der Josef Mack GmbH & Co. KG an der Berchtesgadener Straße in Bad Reichenhall

Die Josef Mack GmbH & Co.KG in Bad Reichenhall ist die älteste Latschenkiefernöl-Brennerei der Welt. Sie ist heute auch Hersteller anderer Naturmittel und Naturpflegeprodukte. Die Brenntradtion des Unternehmens geht zurück bis 1856.

## Geschichte
Die Latschenöl-Brennerei wurde 1856 gegründet und nutzte erstmals das wirtschaftliche Interesse an der Heilkraft der Bergkiefer (Latsche). Im Gründungsjahr entdeckte der Reichenhaller Apotheker Mathias Mack den Heilwert der Latschenkiefer. Als Rohstoff diente ihm die Hochgebirgslatsche, Pinus mugo pumilio, aus deren Nadeln und Zweigen er das ätherische Öl gewann. Seine Latschenkiefern-Präparate produzierte und vertrieb er die ersten Jahre in seiner Apotheke. Seine wissenschaftliche Arbeit über das Latschenkiefernöl wurde in die Pharmacopoea Austriaca aufgenommen. 1863 erbaute Ernst Mack (1836–1907), der ältere Sohn von Mathias Mack, die Kuranstalt Dianabad im hinteren Anbau der Apotheke. Er übernahm eine Pionierrolle, als er dort erstmals Inhalationen mit zerstäubter Sole und verdampftes Latschenkiefernöl sowie medizinische Bäder mit Zusatz von Latschenkiefern-Extrakt verabreichte. Aus der Bergkiefer hergestellte Erzeugnisse sind seither neben Sole und Moor ein wesentliches Element der Bad Reichenhaller Kurtherapie. 
Mack Latschenkiefernprodukte errangen auf den Weltausstellungen in London 1862, Paris 1867, Wien 1873 und Philadelphia 1876 Auszeichnungen. 
1887 errichtete Apotheker Josef Mack (1838–1895), der jüngere Sohn und Nachfolger des Erfinders und Namensgeber des Unternehmens, in Großgmain die erste Latschenöl-Brennerei. Weitere Brennereien entstanden in Bayern und Tirol. 1898 erwarb der Augsburger Apotheker Hans Berger, Besitzer der Hofapotheke St. Afra, Firmenanteile. 
Seit 1906 ist die Latschen-Brennerei im Tiroler Zweigbetrieb des Unternehmens, in St. Ulrich am Pillersee, angesiedelt. Die historische Brennerei und ein Brennerei-Museum können im Rahmen einer Führung besichtigt werden. 
Inhaber des familiengeführten Unternehmens sind heute Roswitha Berger und Hans Berger, der Enkel des Augsburger Apothekers.

## Herstellung
Die Hochgebirgs-Latschenkiefer wächst auf kargem Fels in Höhenlagen zwischen 1.500 und 2.300 m. Das ätherische Öl wird durch Wasserdampfdestillation aus frischen Nadeln, jungen Ästen und Zweigspitzen der Pflanze gewonnen. Für die Qualität des Öls sind Alter, Herkunft, Erntezeitpunkt und die Höhenlage ausschlaggebend.

## Produkte
Urprodukte sind der in eigenem Betrieb hergestellte Latschenkiefernextrakt und das Latschenkiefernöl. Die traditionellen Kurmittel wurden durch weitere Heil- und Körperpflegemittel auf der Basis von Alpenpflanzen ergänzt. 

## Weblink
- Offizielle Unternehmensseite